# Gobiernos radicales (Chile)
Los gobiernos radicales es el nombre que recibe el período histórico chileno que comprende los gobiernos de Pedro Aguirre Cerda, Juan Antonio Ríos y Gabriel González Videla (del 25 de diciembre de 1938 al 3 de noviembre de 1952). Esta etapa, perteneciente a la República Presidencial, se caracterizó por la idéntica afiliación partidaria de los presidentes: el Partido Radical, que pudo así gobernar durante 14 años consecutivos.
El partido tenía su base ideológica en los principios igualitarios de la Revolución francesa. Sus bases de actuar político se centraban en sus postulados de libertad, igualdad, solidaridad, participación y bienestar. Había surgido durante mediados del siglo XIX como respuesta a los gobiernos liberales y conservadores que se alternaban en el país, y como forma de representar a la naciente clase media, surgida a raíz del desarrollo económico y el crecimiento del Estado. Le dieron prioridad al deporte para alejar a la población de los vicios, por lo que el país tuvo su esplendor durante los años 1950 y algunos de los resultados fueron la obtención de seis medallas olímpicas y sus mejores puestos panamericanos históricos.

## Gobiernos

### Pedro Aguirre Cerda (1938-1941)

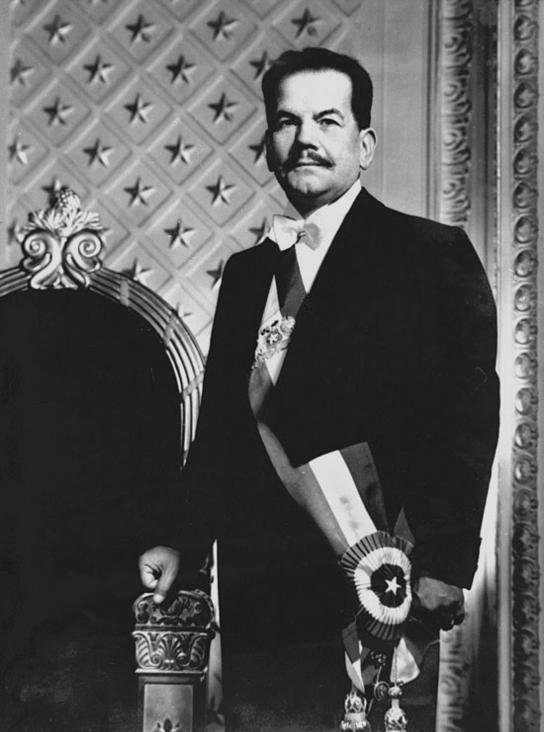
Pedro Aguirre Cerda.

Era un ejemplo de la clase que representaba: profesor y abogado de la Universidad de Chile, era un emergente ejemplo de los hijos crecidos bajo el espacio del Estado Benefactor. Su elección en 1938, bajo el lema de Gobernar es educar, difundió la educación.
Inspirado en el programa de educación física del Imperio alemán, creó la institución Defensa de la raza y ocupación del tiempo libre en 1939, cuyo objetivo fue «vigorizar y moralizar la raza por medio de ejercicios y entretenimientos honestos y el aprovechamiento higiénico y educativo de las horas libres», con la cual hizo rendir al Complejo deportivo del Estadio Nacional —actual Parque deportivo Estadio Nacional— en Santiago, inaugurado en 1938. Para masificar el deporte fue fundada la revista Estadio (1941-1982), la principal publicación del género en la historia del país. El principal efecto de la Segunda Guerra Mundial en Chile fue el quiebre de la coalición por la denuncia ordenada por Moscú de los frentes populares en cumplimiento del Pacto de no agresión nazi-soviético de 1939. El gobierno careció de apoyo para sacar adelante sus grandes promesas de campaña, aunque con la invasión alemana a la Unión Soviética los comunistas dejaron de lado sus reticencias y se sumaron al gobierno.

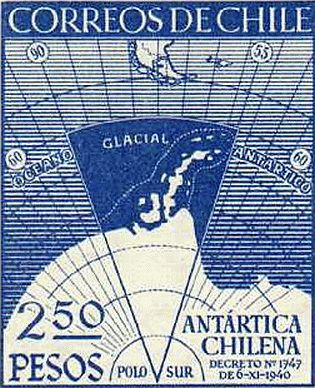
Estampilla conmemorativa de la declaración sobre la Antártica Chilena, en 1940.

El principal apoyo a la industrialización chilena provino de una desgraciada ayuda. En la noche del 24 de enero de 1939, con epicentro en la ciudad de Chillán se produjo un violento terremoto que desoló todo el sector central del país. Se estima que más de 30.000 personas murieron aquel día y la zona quedó devastada. Grandes canales de regadío, obras públicas, puentes, edificios, escuelas y hospitales se vinieron abajo. Como medida paliativa el gobierno propuso la creación de la Corporación de Fomento de la Producción, con el objeto de crear un fondo estructural de inversión y de empresas públicas o semipúblicas, encargada de ejecutar los proyectos de industrialización.
Bajo este alero se creó:
- Empresa Nacional del Petróleo (ENAP);
- Empresa Nacional de Electricidad (ENDESA);
- El holding de la Compañía de Acero del Pacífico (CAP)

Sin embargo, el presidente no alcanzó a terminar su mandato al estar gravemente enfermo de tuberculosis y entregó el mando a su Ministro del Interior Jerónimo Méndez a comienzos de noviembre de 1941, para morir quince días después.

### Juan Antonio Ríos (1942-1946)

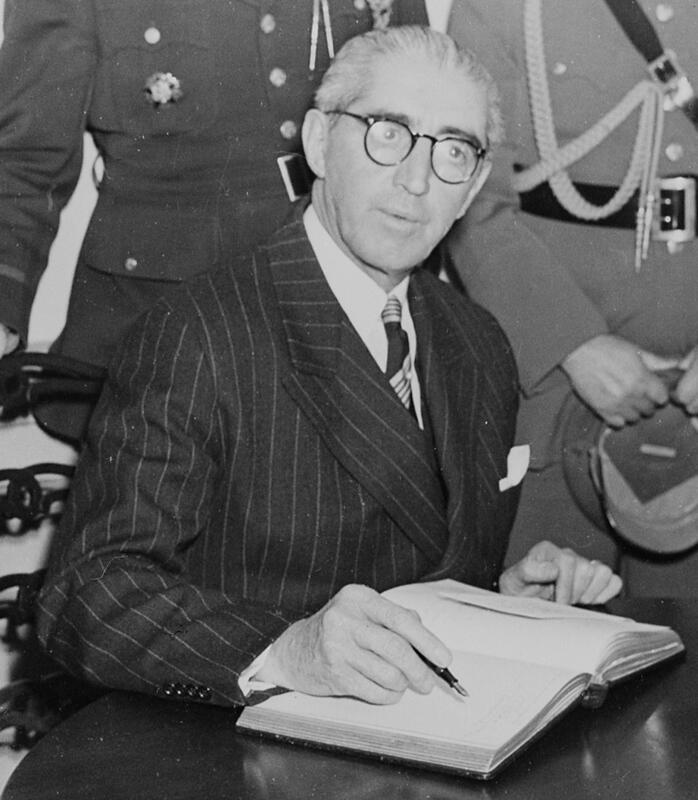
Juan Antonio Ríos.

Luego de la muerte del Presidente Pedro Aguirre Cerda, el vicepresidente Jerónimo Méndez convoca a elecciones Presidenciales para el 1 de febrero de 1942, en que triunfa Juan Antonio Ríos, siendo electo presidente con un 55,93 % de la votación, derrotando al candidato de Derecha Carlos Ibáñez del Campo, en una coalición política que integraba a los partidos Radical, Socialista, Democrático, Agrario, Comunista, Socialista de los Trabajadores, Falangistas y a un sector del liberalismo que no aceptaba la candidatura de Ibáñez.
Su gobierno comete el mismo error de todos los radicales, poner elementos opuestos en el gabinete, al asumir Ríos el gobierno no es para nada favorable, especialmente en materia económica, basado en el proyecto de Fomento de la Producción a través de la Corfo, el presidente crea la Endesa (Chile) y sus respectivas centrales eléctricas, la Compañía de Acero del Pacífico y su organización financiera y una productiva prospección de petróleo.
Por presiones externas e internas debe romper con el Eje en 1943 y declararle la guerra a Japón en 1945, lo que puso al gobierno bastante tenso durante el mandato, Ríos sin embargo en política interior mantiene la línea radical, se construyen recintos hospitalarios, casas y se fomentan nuevos proyectos agrícolas y de obras públicas, una de las obras sociales fue la construcción de la Ciudad del Niño Presidente Ríos.
Las exportaciones de cobre de Chile (1942-1945), que solo iban al mercado estadounidense, tuvieron un precio negociado con Washington. Fue de 11,7 centavos de dólar por libra, cerca de un tercio menos de lo que estaban dispuestos a pagar los países beligerantes. Sin embargo el cobre alcanzó su máximo esplendor en exportaciones antes de ser chilenizado y el Salitre con un precio también fijado se reactivó por un tiempo, pero con el fin de la guerra volvió a caer.
En 1944, el gobierno se encuentra superado en los problemas de los años iniciales, sin embargo la gobernabilidad se hace muy difícil, las relaciones Partido-Presidente se ponen cada vez más tensas, la Alianza tambalea y el presidente se somete a una operación, sin embargo se le descubre Cáncer y nadie, ni siquiera el presidente es informado de esto.
Los derechistas salen dolidos del gobierno, por peticiones radicales, el comunismo se aleja cada vez más y Ríos se siente prisionero de la alianza.
Los problemas llegan a aparente calma en 1945, el gobierno supera los problemas nuevamente, sin embargo la derecha crece cada vez más en las Elecciones parlamentarias de Chile (1945).
El presidente fortalecido en el nuevo año enferma otra vez, esta vez es más grave, su enfermedad pasa a fase terminal y debe dejar el poder con una licencia de siete meses el 17 de enero de 1946, mientras el gobierno está en manos del Ministro Alfredo Duhalde se produce la Masacre de la Plaza Bulnes y la Alianza tambalea nuevamente, finalmente el 27 de junio de 1946 el presidente Juan Antonio Ríos fallece, debiéndose elegir un nuevo candidato y una nueva coalición ya que la Alianza Democrática cae como su predecesora.
Las mayores obras de este periodo fueron:
- Chilefilms.
- Empresa Nacional de Electricidad S.A. y subsiguiente plan de electrificación y represas.
- Compañía de Manufacturas de Cobre.
- Compañía de Acero del Pacífico.
- Prospección petrolífera magallánica.
- Ciudad del Niño Presidente Ríos.
- Premio Nacional de Literatura.
- Servicio de Registro Civil e Identificación.
- Apertura diplomática con la URSS.
- Incorporación de Chile en la ONU.
- Rompimiento Diplomático con el Eje.
- Creación de Liceos Experimentales y Escuelas Rurales.
- Caja de Accidentes del Trabajo.
- Ministerio de Economía de Chile.
- Departamento de Construcción de Recintos Hospitalarios y de Educación.

### Gabriel González Videla (1946-1952)

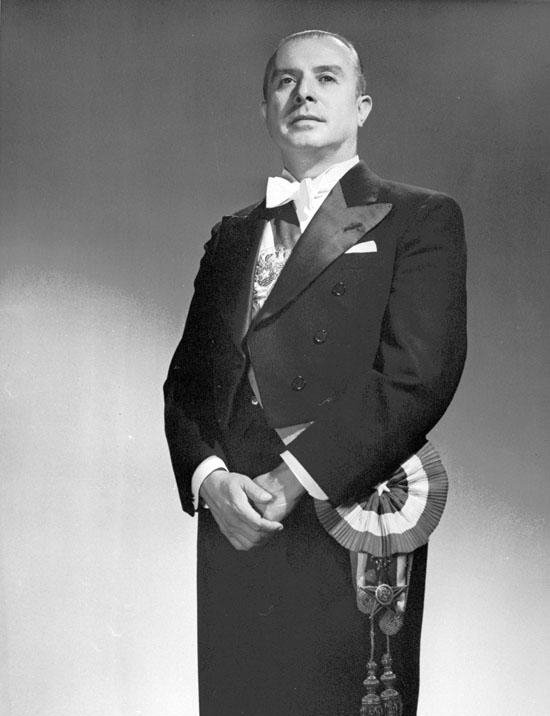
Gabriel González Videla.

Por segunda vez en cinco años, Chile concurrió a las urnas para elegir presidente. A la contienda electoral concurrieron Gabriel González Videla por el Partido Radical, el doctor Eduardo Cruz-Coke por el Partido Conservador, Bernardo Ibáñez por el Partido Socialista y Fernando Alessandri Rodríguez por el Partido Liberal.
La nueva candidatura de la coalición entre los radicales, representados por un miembro de su ala izquierdista, como era González Videla, con los comunistas fue a costa de una unión pública y notoria. El senador comunista y poeta Pablo Neruda dirigió la campaña de González y sus públicos anuncios de confraternidad fueron famosos: dirigiéndose al Comité Central comunista: Yo les aseguro a ustedes que no habrá poder humano ni divino capaz de romper los lazos que me unen al Partido Comunista y al pueblo.
Esto rindió sus frutos: sacó el 40 % de los votos frente a un 29 % de Cruz Coke y un 27 % de Alessandri. El Congreso Nacional de Chile lo ratificó después de ofrecer prebendas a todos los partidos. Como consecuencia terminó con un gabinete conformado, al igual que sus predecesores, con elementos contradictorios: liberales, radicales y comunistas.
Al poco tiempo se llevaron a cabo elecciones municipales en las cuales el máximos crecimiento de un partido fue de los comunistas, que pese a ser parte del gobierno, fueron siempre sus principales críticos. Los liberales, al ver que el máximo crédito se lo llevaban los comunistas se retiraron del gobierno. Ante esta perspectiva, mirado en el contexto de la guerra fría, González decidió dejarlos fuera del gobierno, volviendo a la oposición, siendo este su mejor y más efectivo lugar de lucha política.
Al poco tiempo graves incidentes instigados por dirigentes comunistas vieron la luz. En Santiago, en junio de 1947 se provocaron incidentes por una huelga en el transporte urbano que terminó con varios muertos y el estado de sitio aplicado en la capital. El segundo, y mucho más grave episodio, se produjo en agosto y en octubre del mismo año en las minas de carbón del sur, donde se declararon sendas huelgas que pusieron en jaque al gobierno. Sólo el propio viaje del presidente pudo salvar la situación, ante sindicatos dirigidos por comunistas. De la misma manera, unos días después, los sindicatos de la mina de Chuquicamata se declararon en huelga. González sintió que el ambiente se estaba volviendo cada vez más enrarecido y utilizó con mayor severidad las leyes de emergencia.

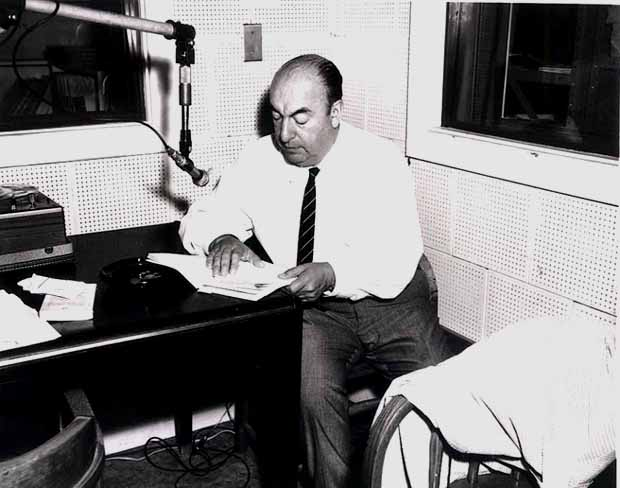
El entonces senador Pablo Neruda.

Finalmente, ante la presión de los Estados Unidos, y con el apoyo de los demás partidos, salvo una facción falangista y socialista, se dictó una severa Ley de Defensa Permanente de la Democracia (conocida como Ley Maldita), que puso al Partido Comunista fuera de la Ley y eliminó a más de 20.000 personas de los registros electorales. Se reabrió el campamento de prisioneros en Pisagua (utilizado durante la dictadura de Ibáñez y reutilizado después en la dictadura de Pinochet), aunque no se fusiló a ningún detenido. Prominentes comunistas como el entonces senador Pablo Neruda tuvieron que huir al exilio.
Varias protestas siguieron a esta situación, con la intención de generar un estallido social parecido al Bogotazo, pero una fuerte presencia policial y militar lo impidió. Esto no dejó al gobierno sin problemas, ya que un complot militar de derecha, conocido como el Complot de las patitas de chancho puso de manifiesto la inestabilidad política a la que se precipitaba el país. Por último, una severa política de austeridad llevada a cabo por el Ministro de Hacienda Jorge Alessandri a comienzos de 1950 produjo masivas protestas que esfumaron lo que le quedaba de capital político.
Los logros más destacados de este período son:
- La plena incorporación de la mujer a la vida política, obteniendo la plenitud del derecho a voto;
- El Plan de fomento y urbanización para la provincia de Coquimbo. (Plan Serena)
- El desarrollo de una fuerte política antártica con la determinación del Territorio Antártico Chileno;
- La creación de la Universidad Técnica del Estado.
- La determinación en conjunto con Perú y Ecuador de las 200 millas de Zona Económica Exclusiva.